# Сукоб талибана и ИСИЛ-а у Авганистану
Сукоб талибана и ИСИЛ-а у Авганистану је оружани сукоб између талибана и огранка Исламске Државе у Хорасану. Сукоб је ескалирао када су милитанти повезани са ИСИЛ-К убили Абдула Ганија, вишег команданта талибана у провинцији Логар 2. фебруара 2015. године. Мрежа Хакани подржавала је талибане, док ИСИЛ подржава група против талибана, Високо вијеће авганистанског емирата, предвођено исламистом Мухамедом Расулом.

## Позадина
Током побуне талибана, у јануару 2015. године, ИСИЛ се успоставио у Хорасану и формирао њихов огранак ИСИЛ-К. Главни циљ ИСИЛ-К био је заузети земљу Хорасан, која укључује и државу Авганистан.

## Хронологија

### 2015
Дана 2. фебруара, милитанти повезани са ИСИЛ-К убили су Абдул Ганија, талибанског команданта, у провинцији Логар.
Асиф Нанг, гувернер провинције Фарах, рекао је 26. маја да су се талибани у последња три дана борили против милитаната ИСИЛ-а у провинцији Фарах. У сукобу је погинуло 10 талибана и 15 милитаната ИСИЛ-а.
У мају су милитанти ИСИЛ-К заробили Маулвија Абаса, талибанског команданта који је предводио мали одред побуњеничких бораца у провинцији Нангархар.
У јуну су милитанти ИСИЛ-К одрубили главе 10 талибанским борцима који су бежали од авганистанске војне офанзиве према речима портпарола авганистанског корпуса одговорног за регион.
Дана 9. новембра 2015. године избиле су борбе између различитих талибанских фракција у провинцији Забул у Авганистану. Борци лојални новом талибанском вођи Ахтару Менсуру почели су да се боре против фракције за ИСИЛ коју води Мула Менсур Дадулах. Дадулахова фракција је добила подршку од ИС-а током сукоба, а борци ИС-а су се такође придружили борбама заједно са Дадулахом, укључујући стране борце из Чеченије и Узбекистана. Дадулах и ИС су на крају поражене од Менсурових снага. Према речима Гулама Џиланија Фарахија, покрајинског директора безбедности у Забулу, током борби је погинуло више од 100 милитаната са обе стране.
Дана 13. новембра, Гулам Џилани Фарахи, шеф авганистанске полиције, рекао је да је Мула Мансур Дадулах убијен у сукобу са талибанима.

### 2016
У марту 2016. талибанске фракције супротстављене Менсуру предвођене Мухамедом Расулом почеле су да се боре против својих лојалиста у групи. Током борби пријављено је на десетине погинулих.

### 2017
До борби је дошло 26. априла 2017. године након што је ИСИЛ заробио 3 дилера дроге који су се бавили продајом опијума за талибане у провинцији Џовзјан. Портпарол авганистанске националне полиције изјавио је да су талибани напали ИСИЛ у одговору, рекавши: "Сукоби су избили када је група наоружаних талибана напала милитанте ДАЕШ-а [како би осигурали] ослобађање три кријумчара дроге који су дошли овде да плате 10 милиона Авганистанаца [14.780 долара] Талибани за договор. "Портпарол талибана, Забихулах Муџахид такође је потврдио да су сукоби са ИСИЛ-ом у то време, не наводећи детаље о природи борбе или разлозима.
Дана 24. маја 2017. дошло је до сукоба између талибана и ИС-а који је у то вријеме наводно био највећи сукоб између те две фракције са 22 жртве, од којих су 13 били борци ИС-а и 9 талибанских бораца, према званичницима талибана. До сукоба је дошло у близини иранске границе са Авганистаном. Талибани су напали камп ИС у том подручју, командант ИС-а који је раније био члан талибана рекао је да постоји договор између талибана и ИС-а да не нападају једни друге док не дође до дијалога, командант је тврдио да су талибани прекршили споразума и напали камп ИС. Командант ИС-а је такође тврдио да је напад координиран са иранском војском и да су Иранци снимали мртве борце ИС-а. Одвојена талибанска фракција Фидај Махаз такође је критиковала талибане због њиховог односа са Ираном. Неколико дана пре битке талибани су се наводно састали са иранским званичницима како би разговарали о регионалним питањима. Портпарол Фидаја Махаза тврдио је да је састанак одржан на захтев талибана јер је био уморан од ширења ИС у земљи која се такође тицала иранске владе. Портпарол је такође рекао да су талибани примили 3 милиона УСД у готовини, 3.000 наоружања и 40 камиона и муниције од иранских обавештајних служби ради борбе против ИД у близини иранске границе, иако је портпарол Талибана порекао те наводе.

### 2018
20. јуна 2018, након разговора између руске владе и талибана, помоћница америчког државног секретара Алис Веллс осудила је став руске владе о талибанима који је укључивао подршку групи против ИС-а, наводећи да талибанима даје легитимитет и оспорава признату Авганистанску владу.
У јулу 2018. године, талибани су покренули офанзиву против ИС-а у провинцији Џовзјан, талибани су према наводима предатог команданта ИС-а сакупили 2.000 за офанзиву против ИС-а, а борци из Исламског покрета Узбекистана који су се заклели на вјерност ИСИЛ-у приструпили су у борбе заједно са ИС против талибана. Током борби 3.500 до 7.000 цивила је расељено. До краја јула, талибанска кампања је задржала ИС у том региону на два села, у одговору су затражили подршку од авганистанске владе и такође су пристали да спусте оружје у замену за заштиту од талибана. Авганистанско ваздухопловство је касније извршило ваздушне нападе на талибане у замену за предају ИС-а у региону, а споразум између авганистанске владе и ИС-а је касније изазвао контроверзу.
У августу 2018. године, током преговора између америчке владе и талибана у Дохи, талибани су затражили од САД прекид ваздушних напада на талибане, као и пружање подршке групи у борби против ИС.

### 2019
Званичник авганистанске владе пријавио је 22. јуна 2019. у Кунару сукобе између талибана и ИС-а. Званичник је такође тврдио да је авганистанска војска убила неке борце ИС у том подручју и да су талибани такође били активни у том подручју.
ИС је 29. јуна 2019. године објавио фотографије оружја заробљеног од талибана. Истог дана ИС је објавио видео снимак својих бораца који обнављају свој Бајах Ебу Бекр ал-Багдадију, у видеу су борци критиковали талибане због учешћа у мировним преговорима и позвали талибанске борце да се придруже ИС-у.
Новинска агенција Амак је 1. августа 2019. тврдила да је ИС убио 5 припадника талибана током сукоба у Кунару.
ИС је 1. октобра 2019. тврдио да је убио и ранио 20 талибанских бораца у Тора Бори.

### 2020
У марту 2020. године, авганистански салафистички савет под својим емиром, шеиком Абдул Азизом Нуристанијем, састао се са талибанским лидерима и обећао лојалност њиховом покрету. Салафисти су раније пружили кључну подршку ИС-К, али су препознали да је позиција ове друге у великој мери опала након пораза у Нангархару и Кунару. Салафистички савет, који је представљало 32 научника и војних вођа, изјавио је да ни на који начин нису лојални ИС-К и да желе да буду изостављени из сукоба Исламска држава-Талибан. Талибанско вођство је прихватило заклетву лојалности, искоришћавајући то у својој пропаганди.

## Након што су талибани заузели Авганистан

### 2021
Талибани су коначно успели да преузму Авганистан од Исламске Републике током велике офанзиве у лето 2021. Кабул је пао 15. августа 2021, што је навело вође ИС-К да осуде талибанско преузимање Авганистана. Талибани су одмах кренули да обуздају или чисте потенцијалне противнике, укључујући присталице Исламске државе и салафисте. Широм земље, талибани су наредили затварање богословија салафистичких џамија и покушали да ухапсе истакнуте салафистичке научнике, што је навело многе да се сакрију. Међу онима на мети нових талибанских власти били су и салафијски свештеници који су се јавно супротставили ИС-К. Истраживач Абдул Сајед је тврдио да су чистку вероватно организовали тврдолинијски антисалафистички елементи унутар талибана и више мотивисана дугогодишњим огорчењем него страхом од салафијске подршке будућој побуни ИС-К. Талибани су 16. августа тврдили да су убили око 150 бораца ИС-К, укључујући њеног бившег поглавицу Абу Умара Хурасанија, док су затвореници пуштани из затвора у Кабулу. Међутим, многи милитанти ИС-К су били у могућности да се поново придруже редовима ИС-К због низа бекстава из затвора широм земље које су организовали талибани.
Дана 26. августа 2021. године догодила су се два самоубилачка бомбашка напада близу Капије Абеј на међународном аеродрому Хамид Карзаи у Кабулу, Авганистан. До ових напада дошло је неколико сати након што је Стејт Департмент Сједињених Држава рекао Американцима испред аеродрома да напусте због терористичке пријетње. Најмање 72 особе су погинуле у нападима, укључујући 12 припадника америчке војске. Дана 27. августа, Сједињене Државе извеле су ваздушни напад за који је Централна команда САД рекла да је против три осумњичена припадника ИСИЛ-КП у провинцији Нангархар. Дана 29. августа, током напада америчке беспилотне летелице на осумњиченог бомбаша самоубицу ИСИЛ-КП у Кабулу, пријављено је да је десеточлана породица, укључујући седморо деце, убијена док је била близу циљaног возила.

#### Побуна Исламске државе
Неда Мохамад, талибанска гувернерка провинције Нангархар, обећала је 6. септембра да ће наставити борбу против милитаната ИС-К. Провинција Нангархар је упориште ИС-К и гувернер каже да су од преузимања Нангархара његове снаге ухапсиле 70–80 осумњичених милитаната који припадају ИС-К у провинцији Нангархар.
Талибани су 8. септембра убили Фарука Бенгалзаија, шефа ИСКП за пакистанску провинцију, у Нимрозу, Авганистан.
Дана 18. септембра, 7 људи је убијено када су 4 бомбе које су поставили осумњичени припадници ИС-КП експлодирале у Џалалабаду на мети талибанских патрола.
Дана 22. септембра, 2 талибанска борца и једног цивила убили су наоружани припадници ИСИЛ-а који су напали контролни пункт у округу Гавчак у Џалалабаду, рекли су извори из сигурности и свједоци.
Дана 1. октобра, талибанске снаге извршиле су рацију на базу ИСКП-а у граду Чарикар, северно од Кабула. Талибани су тврдили да су убили и ухапсили један број чланова ИСКП-а.
Дана 2. октобра, осумњичени милитанти ИСКП-а убили су 2 талибанска борца и 2 цивила у Џалалабаду.
3. октобра у експлозији на улазу у Ејдгах џамију у Кабулу погинуло је најмање 5 људи, где је одржана комеморација за мајку портпарола талибана Забихулаха Муџахида. ИСКП је касније преузео одговорност за напад, тврдећи да је убио талибанске милитанте.
Талибани су 4. октобра саопштили да су „уништили ћелију ИС–К“ у Кабулу након јучерашњег бомбардовања џамије током меморијала мајци портпарола талибана Забихулаха Муџахида. Муџахид каже да је специјална талибанска јединица извела операцију и да је база уништена и да су сви унутра убијени.
Дана 6. октобра, 7 људи, укључујући најмање 1 талибанског борца, убијено је у нападу гранате на верску школу у Хосту. ИСКП је преузео одговорност за напад.
Талибани су 7. октобра објавили да су ухапсили 4 члана ИСКП-а након рације у округу Пагман, западно од Кабула. Истог дана, ИСИЛ је преузео одговорност за хватање и погубљење талибанског борца у округу 2 Џалалабада.
Дана 8. октобра, милитант Ујгурске Исламске државе, по имену Мухамед ал-Ујгури, убио је 55–100 људи и ранио још десетине након што је покренуо самоубилачки напад на шиитску џамију у Кундузу.
Портпарол талибана Сухејл Шахин је 9. октобра најавио да неће бити сарадње са САД у борби против ИСКП-а, рекавши да су талибани „у могућности да се носе са ИСИЛ-ом независно“.
ИСКП је 10. октобра преузео одговорност за атентат на 2 талибанска борца у округу 7 Џалалабада.
Бомба је 14. октобра убила шефа талибанске полиције у Асадабаду, главном граду провинције Кунар, Авганистан. Такође тврде да је повређено 11 људи, укључујући 4 талибанска војника.
У Кандахару је 15. октобра у шиитској 'Имам Баргах џамији' дошло до експлозије бомбе у којој је погинуло најмање 65 људи, а рањено најмање 70 људи. ИСИЛ је преузео одговорност за напад.
Талибани су 20. октобра објавили да су ухапсили најмање 250 оперативаца ИСКП-а између средине септембра и средине октобра 2021. године.
Дана 23. октобра, ИСКП је преузео одговорност за убиство 2 талибанска борца у 1. округу града Џалалабада.
У бомбашком нападу у Авганистану 24. октобра у недељу су погинула најмање два цивила, једно дете, а четворо рањено. Направа постављена на путу у источном Авганистану била је усмерена на возило талибана. Истог дана је објављено да је ИСКП подигао заставу у једном селу у провинцији Урузган и да су милитанти делили летке по џамијама у оближњим селима.
Дана 25. октобра, 17 људи је убијено у сукобима између наоружаних људи и талибанских снага у Херату. Истог дана је објављено да су Таџикистан и Кина постигли договор да Кина финансира изградњу нове таџикистанске војне базе и да кинеске снаге могу у потпуности да управљају војном базом близу границе са Авганистаном.
Најмање стотину џихадиста ИД се наводно предало 31. октобра 2021. талибанским снагама безбедности у провинцији Нангархар, у оквиру операције за сузбијање побуњеничке формације у земљи.
До почетка новембра, ИС-КП у Нангархару је у више наврата вршио атентате на бивше републиканце и проталибанске личности и нападао патроле са таквом учесталошћу да је талибанска влада наредила својим борцима у покрајини да више не напуштају насеља ноћу.
2. новембра 2021. догодио се напад на болницу у Кабулу када су нападачи напали војну болницу Дауд Кан са оружјем и бомбашима самоубицама убивши најмање 25 људи и ранивши још најмање 50 људи. У нападу је убијен виши командант талибана Мавлави Хамдулах Мухлис. Био је шеф Кабулског војног корпуса и био је један од првих „виших“ талибанских команданата који су ушли у напуштену авганистанску председничку палату 15. августа. Талибани су окривили ИСКП за напад и тврдили да су убили најмање 4 милитаната у пуцњави. Истог дана, ИСИЛ је преузео одговорност за убиство талибанског судије у нападу оружјем у ПД-2 у Џалалабаду.
Дана 7. новембра, најмање 3 припадника талибанских снага безбедности су убијена, а 3 друга су рањена у серији напада у Џалалабаду. „Две експлозије погодиле су талибане, а затим су милитанти ИСКП-а упали у пуцњаву и на крају успели да побегну“.